# Studio Collection (Matia Bazar)
Studio Collection, sottotitolo 30 Successi - Versioni Originali, è l'undicesima raccolta dei Matia Bazar, pubblicata su CD dalla Virgin Dischi (catalogo 243 8 13078 2) nel 2002 e ristampata dalla EMI Italiana (senza sottotitolo e con copertina diversa) nel 2005 e, probabilmente, nuovamente nel 2006.
Dell'ultima edizione del 2006, presente nella discografia sul sito del gruppo, non si hanno molte informazioni, se non che nella fotografia della copertina Matia indossa un vestito rosso simile, probabilmente lo stesso, a quello utilizzato per le foto delle antologie Made in Italy del 2004 e Solo grandi successi del 2007.

## Collezione Italiana
Nel 2006 la EMI Italiana ristampa ancora i 2 CD (catalogo 946 3 63191 2) per inserirli nella collana Collezione Italiana, che aveva l'intento di raggruppare, in singoli volumi dedicati, i principali successi di gruppi o artisti italiani famosi.
Il titolo dell'album diventa Collezione Italiana - Matia bazar e la copertina utilizzata è quella identica agli altri volumi della serie, eccettuato il colore dello sfondo. L'ordine dei brani e la durata dei CD, invece, NON cambiano.
Questa ristampa è presente nella discografia delle compilation sul sito ufficiale del gruppo, risulta pertanto essere, in ordine cronologico, la quindicesima antologia pubblicata della band.

## Descrizione
Entrambe le antologie sono a loro volta riedizioni, con i brani in ordine diverso, della raccolta Souvenir: The Very Best of Matia Bazar del 1998, pubblicata anch'essa dalla Virgin Dischi.
Soltanto l'ultimo brano del secondo CD, il live Stasera... che sera!, viene sostituito dalla versione accorciata di I Feel You. Quest'ultimo pezzo non è inedito, come annunciato dalle copertine, ma proviene da Sentimentale: le più belle canzoni d'amore..., un'altra compilation della Virgin pubblicata nel 2001.
Nessun inedito, né singolo estratto; tutti i brani sono rimasterizzati con Antonella Ruggiero come cantante solista.

## Tracce
L'anno indicato è quello di pubblicazione dell'album o del singolo che contiene il brano.

Le durate dei brani sono quelle effettive ricavate dal supporto CD e differiscono dai tempi riportati sulle copertine originali.

### CD 1
1. Vacanze romane – 4:12 (testo: Giancarlo Golzi – musica: Carlo Marrale) – 1983
2. Solo tu – 3:27 (testo: Aldo Stellita – musica: Piero Cassano, Carlo Marrale) – 1977
3. Per un'ora d'amore (versione album) – 3:56 (testo: Giovanni Belfiore, Aldo Stellita – musica: Piero Cassano, Carlo Marrale) – 1976
4. Cavallo bianco (versione album) – 4:55 (testo: Giovanni Belfiore, Aldo Stellita – musica: Piero Cassano, Carlo Marrale) – 1976
5. Angelina – 4:50 (testo: Aldo Stellita – musica: Antonella Ruggiero, Carlo Marrale) – 1985
6. C'è tutto un mondo intorno – 4:19 (testo: Giancarlo Golzi, Aldo Stellita – musica: Antonella Ruggiero, Piero Cassano, Carlo Marrale) – 1979
7. Aria – 5:19 (testo: Aldo Stellita – musica: Antonella Ruggiero) – 1987
8. Matia Bazar con Enzo Jannacci – Elettrochoc – 4:46 (testo: Giancarlo Golzi – musica: Carlo Marrale) – 1983
9. Souvenir (versione album) – 4:34 (testo: Aldo Stellita – musica: Sergio Cossu, Carlo Marrale) – 1985
10. Aristocratica – 4:54 (testo: Aldo Stellita – musica: Carlo Marrale) – 1984
11. E dirsi ciao – 4:46 (testo: Giancarlo Golzi, Aldo Stellita – musica: Antonella Ruggiero, Piero Cassano, Carlo Marrale) – 1978
12. Ti sento – 4:13 (testo: Aldo Stellita – musica: Sergio Cossu, Carlo Marrale) – 1985
13. Oggi è già domani... intorno a mezzanotte ('Round Midnight) – 4:50 (testo: Ermanno Capelli, Augusta Gagliano – musica: Cootie Williams, Thelonious Monk) – 1987
14. Mister Mandarino – 3:38 (testo: Aldo Stellita – musica: Piero Cassano, Carlo Marrale) – 1978
15. Dieci piccoli indiani – 4:41 (testo: Aldo Stellita – musica: Sergio Cossu) – 1987

Durata totale: 67:20

### CD 2
1. Stasera che sera – 3:21 (testo: Aldo Stellita – musica: Piero Cassano, Carlo Marrale) – 1975
2. Besame – 4:41 (testo: Francesco Magni, Aldo Stellita – musica: Carlo Marrale) – 1989
3. Fantasia – 4:11 (testo: Giancarlo Golzi, Aldo Stellita – musica: Antonella Ruggiero, Carlo Marrale) – 1982
4. Il video sono io – 3:54 (testo: Giancarlo Golzi – musica: Antonella Ruggiero) – 1983
5. Se tu – 5:09 (testo: Aldo Stellita – musica: Carlo Marrale) – 1989
6. Fuori orario – 4:47 (testo: Giancarlo Golzi, Aldo Stellita – musica: Antonella Ruggiero, Carlo Marrale) – 1982
7. Nell'era delle automobili – 4:26 (testo: Aldo Stellita – musica: Carlo Marrale) – 1989
8. Noi (versione album) – 5:05 (testo: Aldo Stellita – musica: Sergio Cossu) – 1987
9. La prima stella della sera – 4:29 (testo: Aldo Stellita – musica: Sergio Cossu, Carlo Marrale) – 1988
10. Mi manchi ancora – 5:26 (testo: Aldo Stellita – musica: Antonella Ruggiero, Sergio Cossu) – 1987
11. Stringimi (versione album) – 5:16 (testo: Aldo Stellita – musica: Sergio Cossu) – 1989
12. Sentimentale – 4:52 (testo: Aldo Stellita – musica: Carlo Marrale) – 1989
13. Vaghe stelle dell'Orsa – 3:46 (testo: Aldo Stellita – musica: Riccardo Giagni, Carlo Marrale) – 1987
14. La única estrella verdadera (feat. Miguel Bosé) – 4:29 (testo: Miguel Bosé – musica: Sergio Cossu, Carlo Marrale) – 1998
15. I Feel You (edited version) – 4:19 (testo: Sandy Marton – musica: Sergio Cossu, Carlo Marrale) – 1986

Durata totale: 68:11

## Formazione
Gruppo
- Antonella Ruggiero - voce solista, percussioni
- Sergio Cossu, Mauro Sabbione - tastiere
- Piero Cassano - tastiere, voce, chitarra
- Carlo Marrale - chitarre, voce
- Aldo Stellita - basso
- Giancarlo Golzi - batteria, percussioni